# جورج غافان دافي
جورج غافان دافي (بالإنجليزية: George Gavan Duffy)‏ (و. 1882 – 1951 م) هو قاضي، وسياسي، ودبلوماسي، ومحامي من جمهورية أيرلندا. ولد في تشيشير.
توفي في دبلن.